# Cladotoma subvittata
Cladotoma subvittata is een keversoort uit de familie Ptilodactylidae. De wetenschappelijke naam van de soort is voor het eerst geldig gepubliceerd in 1861 door Guérin-Ménéville.